# Jan Lewitt
 Jan Lewitt , auch „Jan Le Witt“ (* 3. April 1907 in Częstochowa, Kongresspolen; † 1991 in London, Vereinigtes Königreich), war ein polnisch-britischer Grafiker, Illustrator, Plakatkünstler, Maler und Designer.

## Leben und Werk
Jan Lewitt stammte aus einer jüdischen Familie. Nach dem Ende seiner Schulzeit in Częstochowa bereiste Lewitt drei Jahre lang Europa und den Nahen Osten. Er begann als Autodidakt als Grafiker und Designer zu arbeiten, nachdem er bereits in den verschiedensten Jobs, zum Beispiel als Arbeiter im Maschinenbau, in der Seifen-Herstellung, in einer Brennerei, als Maurer, Arbeiter in der Landwirtschaft, Komponist, Architekt und Art Director tätig war. Im Jahr 1929 entwarf er mit der „Chaim“ eine hebräische Schrift nach den Gestaltungsprinzipien der Elementaren Typografie. 1930 hatte er seine erste Einzelausstellung in Warschau.
Im Jahr 1933 lernte er George Him kennen und begründete mit ihm in einem Warschauer Café die erfolgreiche Lewitt-Him-Design-Partnerschaft, die bis zum Jahre 1955 bestand. Die beiden gingen im Jahr 1937 nach London, wo sie während des Zweiten Weltkriegs vorwiegend Plakate für das Ministerium für Information entwarfen, einige ihrer ersten Entwürfe wurden allerdings niemals verwendet. Im Jahr 1947 wurde Lewitt britischer Staatsbürger.
Im Jahr 1955 wurde Lewitt-Him in London wieder aufgelöst. Jan Lewitt wollte sich fortan auf seine künstlerische Arbeit als Maler und Einzelkünstler konzentrieren.
Lewitt arbeitete sowohl als Grafischer Künstler als auch als Illustrator. Er hatte Einzel- und Gruppenausstellungen in ganz Europa und in den USA. Auf der documenta III 1964 in Kassel wurden Arbeiten von Lewitt-Him aus den 1950er Jahren in der Abteilung Grafik gezeigt.
Lewitt entwarf auch Kostüme und Kulissen für das Sadler's Wells Ballet. Er produzierte Wandteppiche und schuf Glasmalereien.

## Wichtige Buchillustrationen
(Auswahl)
- Julian Tuwim: Lokomotywa (mit George Him, 1934)
- Jan Lewitt and George Him: The Football's Revolt (1939)
- Diana Ross: The Little Red Engine gets a Name (mit George Him, 1942)
- Alina Lewitt: Blue Peter (mit George Him, 1943), Five Silly Cats (mit George Him, 1945)
- Jan Lewitt: The Vegetabull (1956)